# پاین ریدج، شهرستان سوری، کارولینای شمالی
پاین ریدج (به انگلیسی: Pine Ridge) یک منطقهٔ مسکونی در ایالات متحده آمریکا است که در کارولینای شمالی واقع شده‌است.